# Encarcelados
Encarcelados fue un programa televisivo, dentro de la categoría reportaje/documental, producido y presentado por Alejandra Andrade y Jalis de la Serna para La Sexta. El programa, estrenado el jueves 5 de septiembre de 2013, consistió en que un periodista y una cámara entrevistaban y grababan a españoles encarcelados en prisiones latinoamericanas.

## Historia
En el mes de julio de 2013, Atresmedia Televisión confirmó que estaba preparando un formato de reportajes para la temporada 2013/2014 de La Sexta. Además, aseguró que llegaría en otoño de la mano de Alejandra Andrade y Jalis de la Serna (exreporteros de Callejeros) y que basaría su temática en explorar la vida de los españoles que cumplen condena en cárceles extranjeras. Así, un mes después de su presentación, Encarcelados llegó el 5 de septiembre de 2013 a las 22:30 horas., Tras la emisión de su último programa, el 14 de noviembre de 2013, la cadena La Sexta confirmó que la segunda temporada de Encarcelados podría no ver la luz. Más tarde el 30 de diciembre se confirmó que el espacio no contaría con más temporadas debido a que se estaba preparando un nuevo proyecto con los creadores.

## Formato
Son reportajes que muestra cómo es la vida de los españoles que se encuentran cumpliendo condena en cárceles extranjeras. En la actualidad, hay 2.500 españoles entre rejas en todo el mundo, de los que 1.500 están en algunas de las prisiones más conflictivas de América Latina, la mayoría por delitos relacionados con las drogas. En los reportajes se entrevista a alguna de estas personas.

## Equipo técnico
Los periodistas que han participado en el programa son Alejandra Andrade y Jalis de la Serna.

## Audiencias
| Temporada | Temporada | Episodios | Estreno                 | Final                   | Audiencia media | Audiencia media | Audiencia media |
| Temporada | Temporada | Episodios | Estreno                 | Final                   | Espectadores    | Cuota           |                 |
| --------- | --------- | --------- | ----------------------- | ----------------------- | --------------- | --------------- | --------------- |
|           | 1         | 10        | 5 de septiembre de 2013 | 21 de noviembre de 2013 | 1 829 000       | 9,8%            |                 |

## Temporada 1: 2013
| Programa | País                               | Nombre del programa       | Fecha de emisión         | Share | Espectadores |
| -------- | ---------------------------------- | ------------------------- | ------------------------ | ----- | ------------ |
| 1x01     | Bandera de Bolivia                 | Bolivia                   | 5 de septiembre de 2013  | 12,4% | 2 042 000    |
| 1x02     | Bandera de la República Dominicana | República Dominicana      | 12 de septiembre de 2013 | 9,7%  | 1 748 000    |
| 1x03     | Bandera de Bolivia                 | Bolivia II                | 19 de septiembre de 2013 | 10,9% | 1 984 000    |
| 1x04     | Bandera de Perú                    | Perú                      | 26 de septiembre de 2013 | 10,7% | 2 011 000    |
| 1x05     | Bandera de Colombia                | Colombia                  | 3 de octubre de 2013     | 10,4% | 1 942 000    |
| 1x06     | Bandera de Costa Rica              | Costa Rica                | 10 de octubre de 2013    | 11,5% | 2 186 000    |
| 1x07     | Bandera de Colombia                | Colombia II               | 17 de octubre de 2013    | 8,5%  | 1 653 000    |
| 1x08     | Bandera de Brasil                  | Brasil                    | 24 de octubre de 2013    | 7,5%  | 1 480 000    |
| 1x09     | Bandera de El Salvador             | El Salvador               | 7 de noviembre de 2013   | 8,2%  | 1 627 000    |
| 1x10     | Bandera de Brasil                  | Brasil II                 | 14 de noviembre de 2013  | 8,2%  | 1 613 000    |
| Ex01     |                                    | La otra cara del infierno | 21 de noviembre de 2013  | 7,5%  | 1 329 000    |